# Tehama bonifatellus
Tehama bonifatellus är en fjärilsart som beskrevs av George Duryea Hulst 1887. Tehama bonifatellus ingår i släktet Tehama och familjen Crambidae. Inga underarter finns listade i Catalogue of Life.